# V-5 (航空機)
V-5
- 用途：輸送ヘリコプター
- 製造者：ミーリ
- 運用者：-

V-5は1950年代の後半にソビエト連邦で存在した中型のシングルターボシャフト輸送ヘリコプターの計画。Mi-2の改造型だったとされる。エンジンはクリモフGTD-350 300kWターボシャフトエンジンの計画であったが、最終的に生産までは到達しなかった。